# Johann Quirsfeld

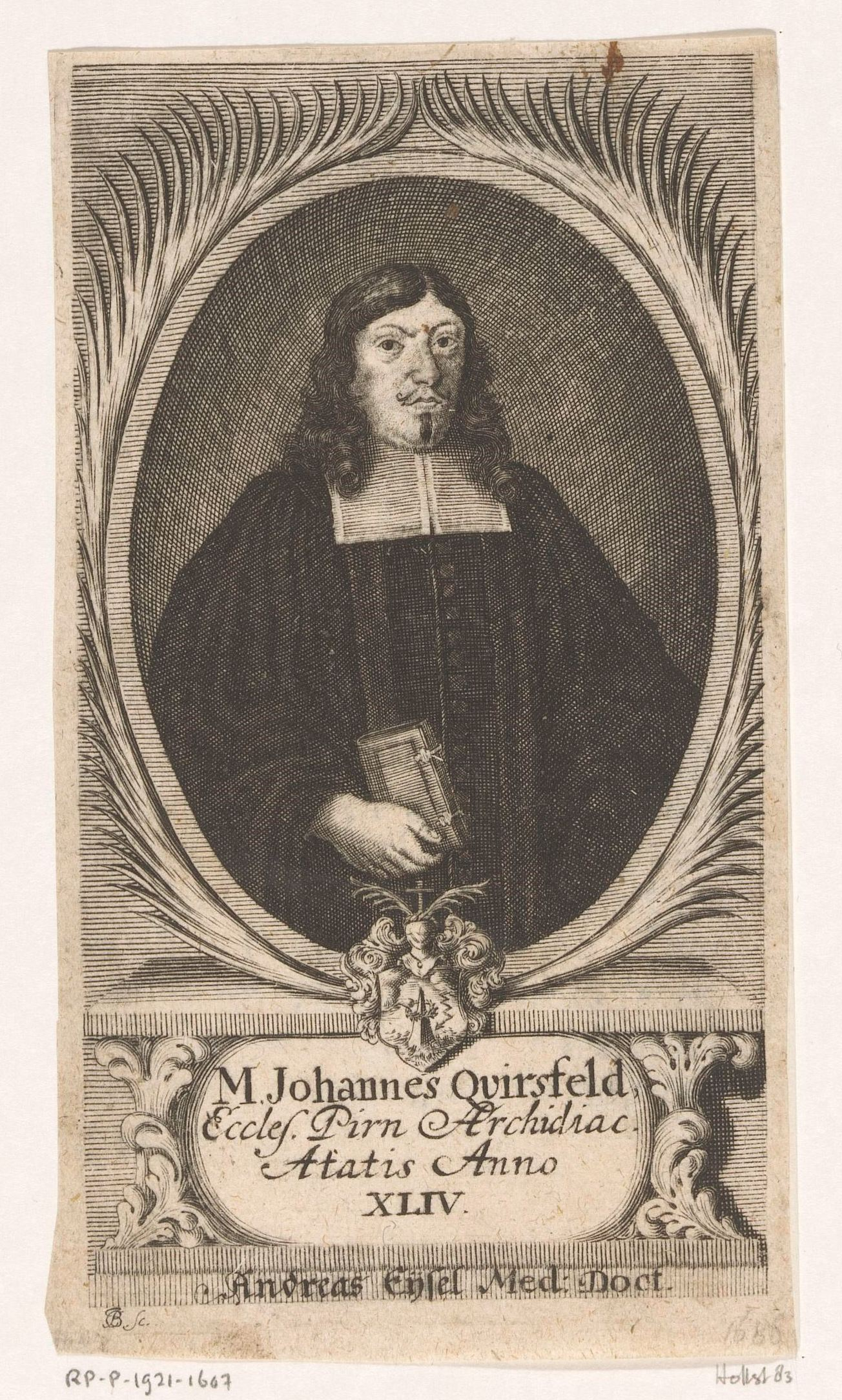
Johann Quirsfeld

Johann Quirsfeld (* 22. Juli 1642 in Dresden; † 18. Juni 1686 in Pirna) war ein deutscher evangelisch-lutherischer Theologe und Kantor, der vor allem durch sein musikalisches Lehrbuch und eine Reihe weiterer Publikationen bekannt wurde.

## Leben und Wirken
Quirsfeld stammte aus der sächsischen Residenzstadt Dresden. Er besuchte die Universität Wittenberg, wo er u. a. Philosophie studierte und den Abschluss als Magister der Philosophie erwarb. Seine erste Anstellung fand Quirsfeld als Kantor und Kollege der Dritten Klasse an der Schule in der Amtsstadt Pirna. Nach einigen Jahren erfolgreichen Wirkens wurde er in Pirna durch Los zum Diakon ernannt und zuletzt zum Archidiakon befördert.
Johann Quirsfeld schrieb mehrere theologische Erbauungsbücher über das Evangelium. Größere Bekanntheit erlangte Quirsfeld jedoch durch die Publikation eines musikalischen Lehrbuchs, in dem er seine praktischen Erfahrungen als Kantor festhielt und das bei seinen Zeitgenossen regen Anklang fand. Der Titel dieses Lehrbuch lautete Breviarium musicum oder kurzer Begriff, wie ein Knabe leicht und bald zur Singekunst gelangen und die nöthigsten Dinge dazu kürzlich begreifen und erlernen kann. Wenige Jahre vor seinem Tod erschien in Dresden  bei Martin Gabriel Hübner im Jahre 1683 eine zweite Auflage dieses Lehrbuches, vermehrt durch Beispiele und zweistimmige Kanons in den zwölf Tonarten. Nach seinem Ableben folgten später noch drei weitere Auflagen, die letzte im Jahre 1717.
Quirsfeld verfasste ferner auch ein Choralbuch mit dem Titel Geistlicher Harfenklang auf zehn Saiten u. s. w. in einem vollständigen Gesangbuche, darinnen über 1000 Lieder zu finden, nebst ihren gewöhnlichen Melodeien und Kirchen-Collecten u. s. w. Es erschien 1679 in der Messestadt Leipzig. Auch das Werk Aurifodina mathematica de sono, gedruckt in Leipzig 1675, wird ihm zugeschrieben. 1689 erschien außerdem sein Geistlicher Myrrhen-Garten.
Sein Passionslied Schauet, schauet doch ihr Sünder von 1682 findet sich als Tulkaa kaikki, katsokaatte nach Abraham Frosterus (1765) noch heute im finnischen Gesangbuch, schon 1685 war es von Andreas Amnelius erstmals ins Schwedische übertragen worden (heute Nr. 142 in Den svenska psalmboken). 1744 entstand die erste von mehreren lulesamischen Fassungen, in dieser Sprache findet es sich aktuell unter Nr. 110 im Norsk salmebok 2013 (der dortige nynorsk-Text entstand erst 2011).